# Incendios forestales en Brasil en 2024
En 2024, 53.302 incendios forestales detectados por el Sistema Mundial de Información sobre Incendios Forestales (GWIS) quemaron aproximadamente 37.578.692 hectáreas (92.858.970 acres) de humedales tropicales en el Pantanal de Brasil en Mato Grosso do Sul, la selva amazónica y el Cerrado. Según datos satelitales del Instituto Nacional de Investigación Espacial del Brasil (INPE), el número de incendios desde principios de 2024 hasta el 10 de junio mostró un aumento del 935% en comparación con el mismo período en 2023, con 1.315 incendios reportados en comparación con 127 incendios en 2023.

## Fondo
Los científicos del clima señalaron que la temporada de incendios forestales de Brasil de 2024 comenzó antes que las temporadas típicas que comienzan alrededor de julio, y también fue más intensa este año debido a la disminución de las precipitaciones en ciertas regiones, lo que provocó una sequía prolongada. El presidente brasileño, Luiz Inácio Lula da Silva, se comprometió a detener la deforestación ilegal en la Amazonía para 2030 para ayudar a reducir el impacto del calentamiento global. Brazilian President Luiz Inacio Lula da Silva pledged to stop illegal deforestation in the Amazon by 2030 to help reduce the impact of global warming.

## Incendios forestales
El 1 de julio, los datos satelitales recopilados indicaron que se habían producido al menos 13.489 incendios forestales desde principios de año, la mayor cantidad de incendios forestales en la primera mitad del año en 20 años y un 61% más que en 2023. El portavoz brasileño de Greenpeace, Rómulo Batista, afirmó que el calentamiento global y la disminución de las precipitaciones crearon entornos más secos que provocaron que la vegetación estuviera más seca y, por lo tanto, fuera más susceptible a la propagación de incendios.

### Pará
El 27 de agosto, el gobernador de Pará, Helder Barbalho, declaró el estado de emergencia y prohibió el uso del fuego en todo el estado debido a los incendios que están afectando a ciudades de todo el estado. El decreto prevé la prohibición del uso del fuego, incluso para la limpieza y gestión de áreas, en todo Pará, por un período de 180 días, con posibilidad de ser prorrogado por el mismo período.

### Pantanal
Durante las dos primeras semanas de junio, 2.639 incendios quemaron 32.000 hectáreas (79.000 acres) de humedales del Pantanal, seis veces el número más alto de incendios en la región en junio en comparación con cualquier año anterior. La cifra aumentó a más de 760.000 hectáreas (1,9 millones de acres) el 9 de julio, quemando más del 4% de los 16,9 millones de hectáreas (42 millones de acres) de humedales. Grandes áreas de tierra con arbustos espesos y vida silvestre se quemaron hasta convertirse en una "alfombra de ceniza blanca" con pedazos de escombros que subían y bajaban alrededor de las áreas afectadas. La intensidad y el alcance de los incendios forestales se vieron exacerbados por fuertes vientos que soplaban a hasta 40 km por hora. Los importantes incendios amenazaron a gran parte de la fauna natural, incluidos osos hormigueros, jaguares, tapires, caimanes y anacondas. Hasta el 1 de julio se registraron en la región un total de 3.538 incendios forestales, un 40% más que en 2020, el año con más incendios forestales en la región. Las labores de extinción de los incendios se complicaron por los fuertes vientos y la orografía de los humedales, que dificultaban el acceso y el desplazamiento.
El humo de los incendios forestales provocó que varios hospitales de Corumbá se llenaran de víctimas por inhalación de humo y síntomas respiratorios, afectando en particular a niños menores de 5 años y a personas mayores de 65 años. Los equipos de rescate de animales informaron que cientos de animales murieron debido a la inhalación de humo y quemaduras, entre ellos ranas, serpientes, monos y jaguares.
El 31 de agosto, el IBAMA multó a dos empresas con más de 100 millones de reales por un gran incendio en el Pantanal provocado por trabajadores de mantenimiento de una línea ferroviaria en Corumbá. El incendio, que comenzó el 16 de agosto y fue controlado el 23 de agosto, destruyó más de 17.000 hectáreas de vegetación y afectó a 12 propiedades rurales en la región de Porto Esperança. La empresa responsable de la línea ferroviaria fue multada con 50 millones de reales por daños ambientales y 7,5 millones de reales por incumplimiento de la licencia ambiental, mientras que la empresa subcontratada fue multada con 50 millones de reales.
El 7 de septiembre, el IBAMA autorizó el envío de bomberos a Bolivia para combatir los incendios forestales que representan un riesgo inminente para el Pantanal ante la cercanía en la frontera.
El 7 de septiembre, el IBAMA autorizó el envío de bomberos a Bolivia para combatir los incendios forestales que representan un riesgo inminente para el Pantanal.

### Cerrado
En el Cerrado se produjeron 13.229 incendios forestales en la primera mitad del año. Los incendios generalizados hicieron que el cielo se llenara de nubes de humo y se tornara de color rojo, según los residentes.

### São Paulo
A finales de agosto, los incendios forestales provocados por condiciones de sequía prolongada y fuertes ráfagas de viento afectaron a treinta ciudades del estado de São Paulo, ya sea directamente o ardiendo cerca de ellas. Como resultado, al menos dos personas murieron en una planta industrial en Urupês mientras intentaban contener un incendio forestal cercano.
El 24 de agosto de 2024, dos partidos de fútbol fueron suspendidos por decreto municipal. Los incendios que afectaron a la ciudad de Ribeirão Preto y la región asociados a la sequía y al calor extremo provocaron la suspensión de los partidos de la Copa Paulista y de la Série B do Brasileiro que estaban previstos para ese mismo mes en la ciudad.
El 25 de agosto de 2024, el gobernador de São Paulo, Tarcísio de Freitas, confirmó la detención de dos personas sospechosas de actuar en ataques incendiarios en el interior de São Paulo desde el inicio de la fuerza de tarea para contener la propagación de las llamas en el estado. Según el Jefe del Ejecutivo, un sospechoso fue arrestado en la región de São José do Rio Preto el 24 del mismo mes y otro fue detenido el 25 en Batatais, ambos en el estado de São Paulo. El hombre arrestado el día 25 es un mecánico de 42 años, atrapado por la Policía Militar del Estado de São Paulo mientras prendía fuego a un bosque cerca de la región central de Batatais después de una denuncia anónima. Le incautaron una botella de gasolina, un encendedor y su teléfono celular. Fue llevado a la comisaría para prestar declaración. Según la investigación realizada en el lugar, en videos encontrados en el dispositivo, el hombre realizaba incendios a gran escala en la región.
El 26 de agosto, en una entrevista al programa CBN São Paulo, transmitido por CBN Radio, Tarcísio afirmó que una de las personas detenidas por participar en los incendios en Batatais, en el interior de São Paulo, "se identificó como miembro del Primeiro Comando da Capital". La Secretaría de Seguridad Pública del estado informó que el autor declaró a la policía que formaba parte de la organización criminal. El mismo día, cuatro hombres en Batatais, Guaraci, São José do Rio Preto y Jales fueron detenidos bajo sospecha de participar en los incendios que afectaron el interior de São Paulo. 
El 27 de agosto, un hombre de 32 años fue detenido bajo sospecha de incendiar una zona boscosa en las orillas de la carretera Arquímedes Lammoglia (SP-075), en Salto.
En la noche del 28 de agosto, la Policía Militar del Estado de São Paulo detuvo a dos hombres sospechosos de incendiar una zona de vegetación al costado de la carretera Fábio Talarico, en Franca.
En total, 20 personas fueron detenidas por provocar incendios forestales en el estado de São Paulo desde que el primer autor fue detenido el 24 de agosto.

### Río de Janeiro
El 13 de septiembre, un hombre fue detenido tras ser sorprendido incendiando una zona boscosa en Vassouras, en el sur de Río de Janeiro. Además, un incendio afectó al quilombo más antiguo del estado, en Valença.
El 14 de septiembre, el secretario de Medio Ambiente del estado, Bernardo Rossi, anunció el cierre de todos los parques de Río de Janeiro debido a los incendios en todo el estado.

### Distrito Federal
En la mañana del 15 de septiembre, un incendio forestal comenzó a afectar la región del Parque Nacional de Brasilia, también conocido como el Parque de Agua Mineral. En el comienzo de la noche, el presidente del ICMBio, Mauro Pires, dijo que el incendio es criminal. Según él, el incendio se inició en Granja do Torto y se dirigió hacia el Parque Nacional de Brasilia.

## Respuesta
En abril, las autoridades del estado de Mato Grosso do Sul proclamaron un "estado de emergencia ambiental" debido a los bajos niveles de precipitaciones que interrumpieron las inundaciones estacionales habituales, agravando las condiciones para posibles incendios forestales en muchas partes de la región.
El gobierno del estado de Mato Grosso do Sul emitió entonces una declaración de emergencia el 24 de junio. El gobierno federal de Brasil aumentó el tamaño de su grupo de trabajo de respuesta a incendios forestales, mientras que la fuerza aérea brasileña arrojó 48.000 litros (11.000 galones imperiales; 13.000 galones estadounidenses) de agua el 6 y 7 de julio. El bombero Cabo Sena informó que los incendios forestales a menudo se reavivaban dentro de las 24 horas posteriores a su extinción. Se distribuyeron folletos de prevención de incendios a los civiles locales en la región de los incendios forestales, y varios expertos y ciudadanos solicitaron que el gobierno de Brasil invirtiera más en educación para la prevención de incendios.
En agosto de 2024, el gobierno boliviano solicitó apoyo a Brasil para combatir los incendios forestales. En el Pantanal, zona fronteriza entre los países, la Serra do Amolar fue recientemente azotada por un incendio. La solicitud de ayuda fue enviada a la Agencia Brasileña de Cooperación (ABC) y está siendo evaluada por el Ministerio de Relaciones Exteriores de Brasil.